# Kanton Pampelonne
Kanton Pampelonne is een voormalig kanton van het Franse departement Tarn. Kanton Pampelonne maakte deel uit van het arrondissement Albi en telde 3656 inwoners in 1999. Het werd opgeheven bij decreet van 17 februari 2014 met uitwerking op 22 maart 2015. Alle gemeenten werden opgenomen in het nieuwe kanton Carmaux-1 Le Ségala.

## Gemeenten
Het kanton Pampelonne omvatte de volgende gemeenten:
- Almayrac
- Jouqueviel
- Mirandol-Bourgnounac
- Montauriol
- Moularès
- Pampelonne (hoofdplaats)
- Sainte-Gemme
- Tanus
- Tréban